# 刘宏 (1963年10月)
刘宏（1963年10月—），湖南师范大学教授、博士生导师。中华人民共和国湖南省娄底市涟源县人。现任湖南师范大学信息科学与工程学院副院长。曾获得国家科技进步二等奖（1993）。

## 生平
1979-1983年在华中工学院（今华中科技大学）学习，获计算机软件专业本科学位； 1983-1985年在河北大学任教； 1985-1988年在国防科技大学学习，获计算机专业硕士学位。 1988年起在湖南师范大学任教至今。